# Dumitru Stoica
Dumitru Stoica, detto Mimi (30 settembre 1981), è un giocatore di calcio a 5 e allenatore di calcio a 5 romeno.

## Carriera
Considerato uno dei migliori calcettisti rumeni della sua generazione, Stoica ha iniziato a giocare nel Municipal Constanța per poi transitare per le squadre romene più competitive della sua epoca. Vanta, inoltre, una lunghissima militanza nella nazionale rumena con cui ha disputato quattro campionati europei, di cui ha raggiunto i quarti di finale nelle edizioni 2012 e 2014.

## Palmarès
- Campionato rumeno: 6
CIP Deva: 2008-09
City'us: 2010-11, 2011-12, 2012-13, 2014-15, 2015-16
- Coppa di Romania: 4
City'us: 2010-11, 2011-12, 2012-13, 2013-14
- Supercoppa rumena: 2
City'us: 2010
Informatica Timișoara: 2018